# Lago Flathead
El lago Flathead (del inglés: 'Flathead Lake') es un lago de Estados Unidos, localizado en el estado de Montana. Es un lago glaciar, de tipo morrénico. Con una superficie de 495,9 km², es el mayor lago de Montana.

## Geografía

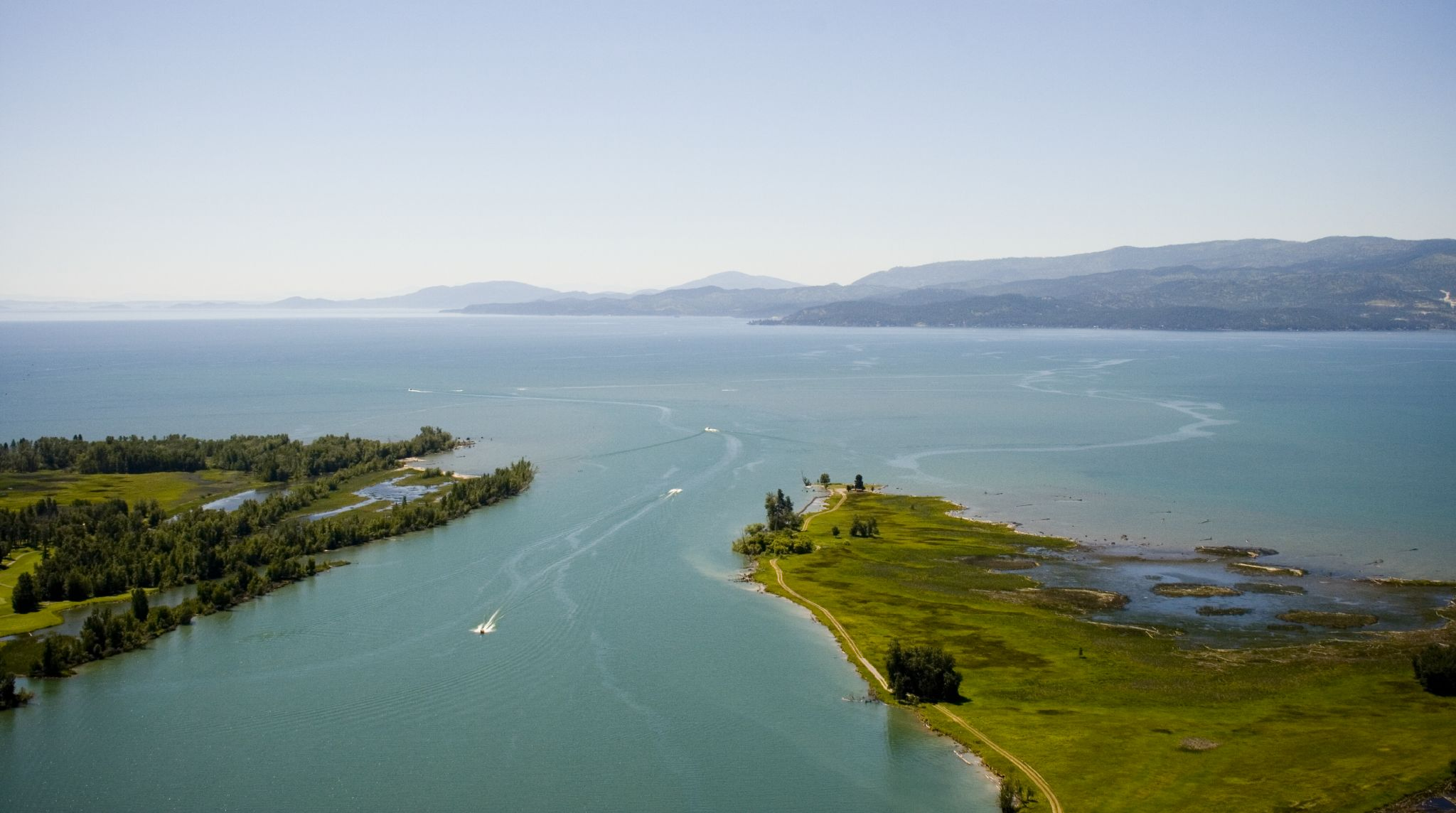
El río Flathead entrando en el lago Flathead

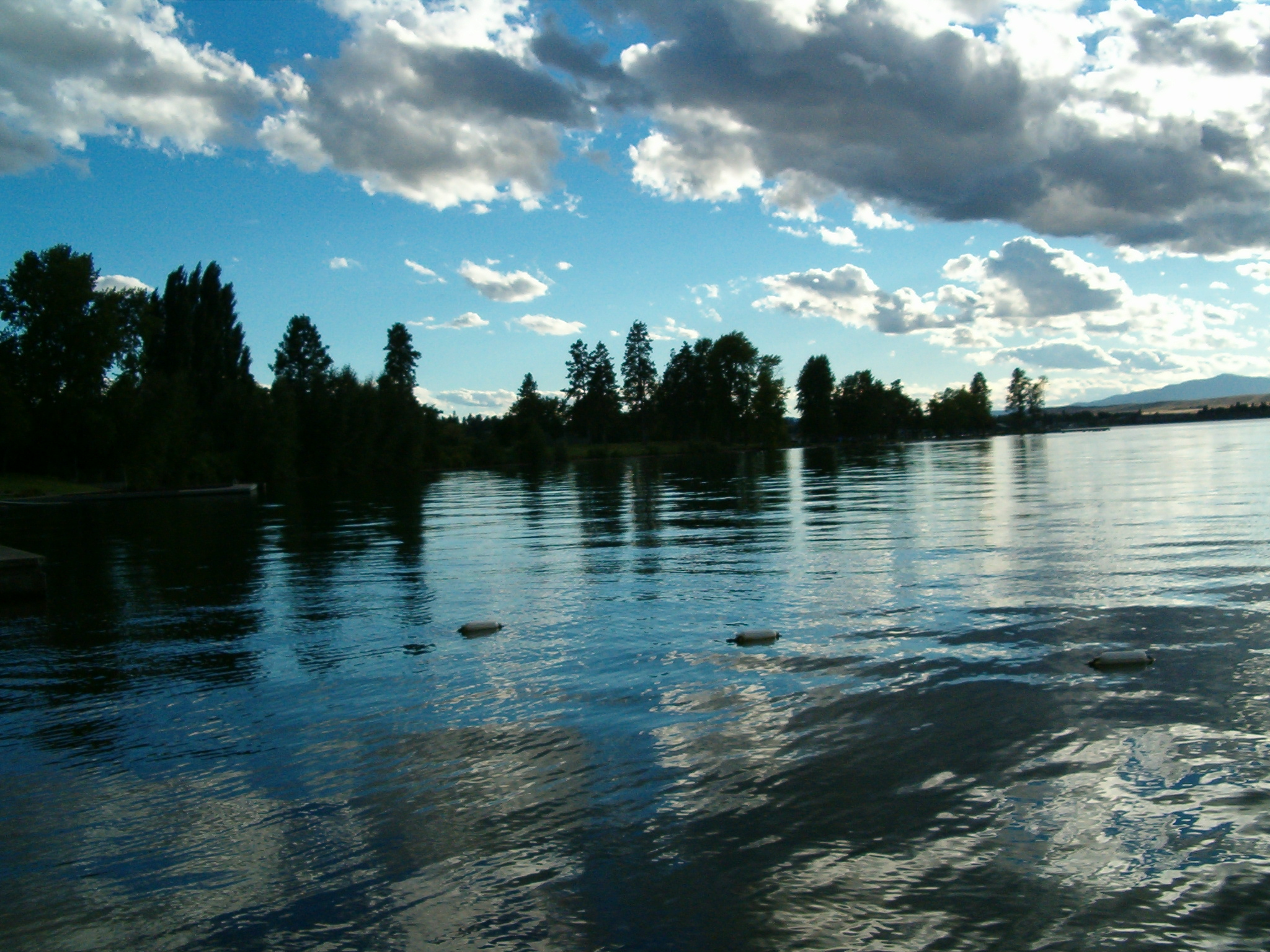
Vista del lago Flathead

El lago Flathead es el lago más grande del estado de Montana. Este lago posee una de las aguas más limpias del mundo de lagos de su tamaño y tipo.
Situado en la esquina noroeste del estado, a 11 km de Kalispell y a 48 km del Parque nacional de los Glaciares, está flanqueado por dos carreteras que serpentean a lo largo de las orillas del lago , con numerosas curvas y bellos paisajes. En el lado oeste está la autopista U.S 93 y en el este la Ruta 35. El lago tiene unos 50 km de largo y unos 25 de ancho. Tiene una profundidad media de 50,2 m y la máxima es de 113 m. Su volumen de agua es de 23,2 km³.
El lago está bordeado en su costa oriental por las montañas de la Misión y, en el oeste, por los montes Salish. El valle Flathead se formó por la morrena glaciar del río Flathead y tiene un clima notablemente suave para la latitud en que se encuentra. El lago es, por tanto, un lago de morrena.
También fue conocido como lago Salish, este lago toma su nombre de la tribu nativa salish (flathead)  que vivían al sur del lago en la Reserva de los indios Flathead. La presa de Kerr, cerca de Polson, regula el nivel de las aguas y proporciona electricidad y agua para el riego . El lago tiene forma irregular y tiene varias islas pequeñas, la mayor de los cuales, de 14,2 km², es un parque estatal denominado isla Wild Horse. Además del río Flathead, el río Swan es el otro gran tributario del lago.

## Fauna
Entre las especies que pueblan el lago se encuentran el Salvelinus confluentus, el Oncorhynchus clarkii, que son nativas del lago y las introducidas como la perca canadiense y el corégono.